# Varbergskoggarna

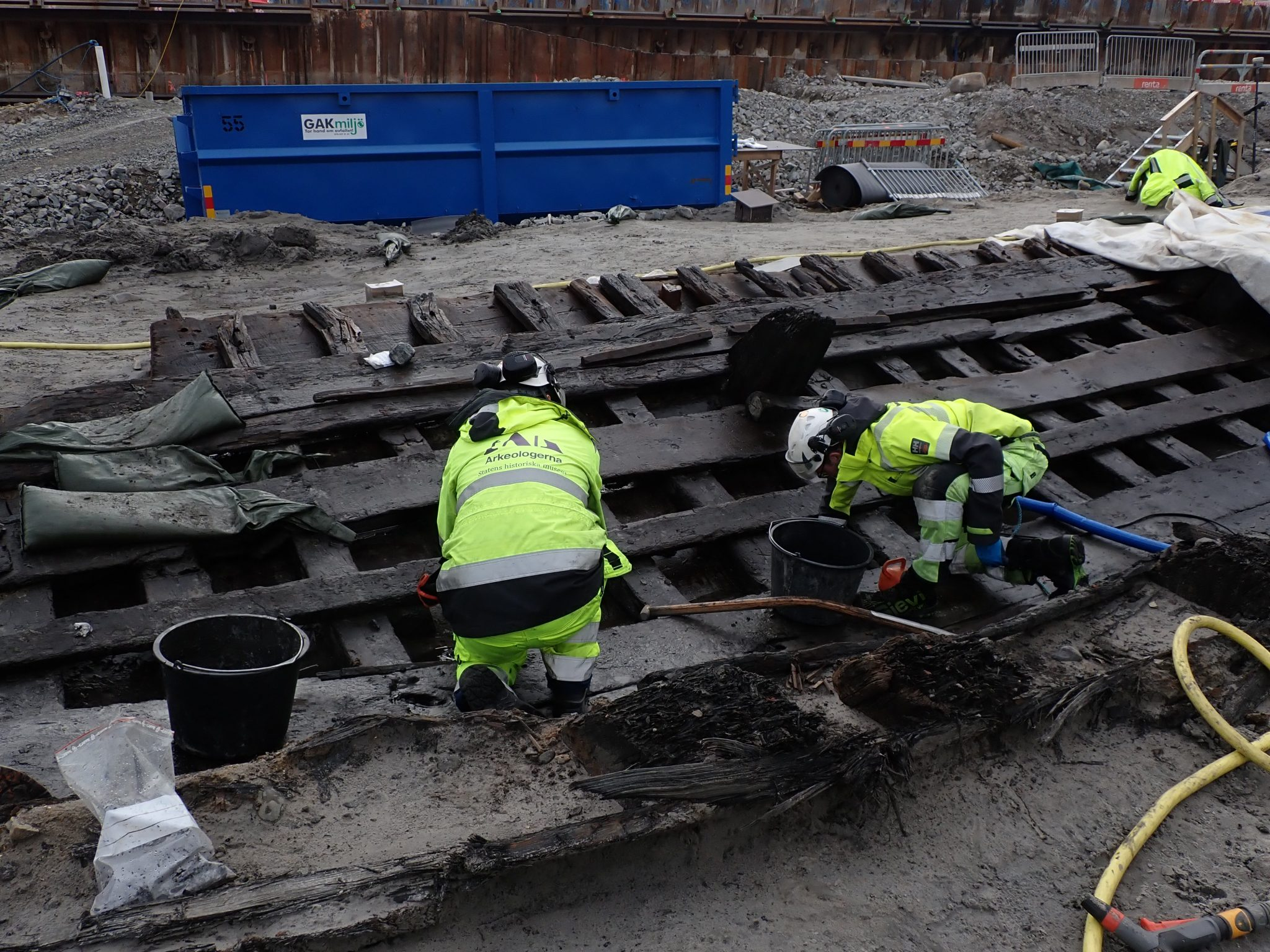
Utgrävning av Varbergskogg 1, 2022

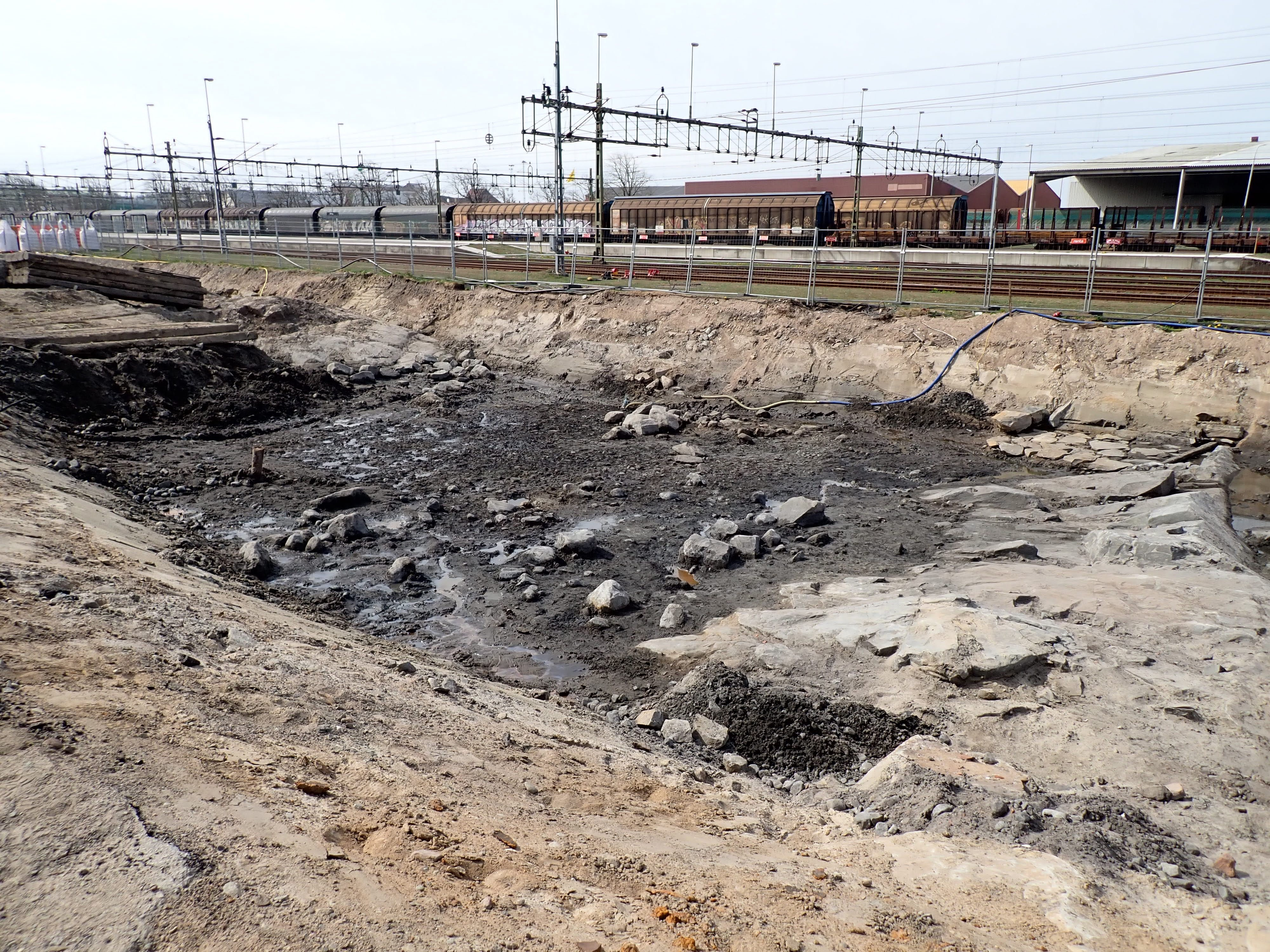
Fyndplatsen vid Västkustbanan

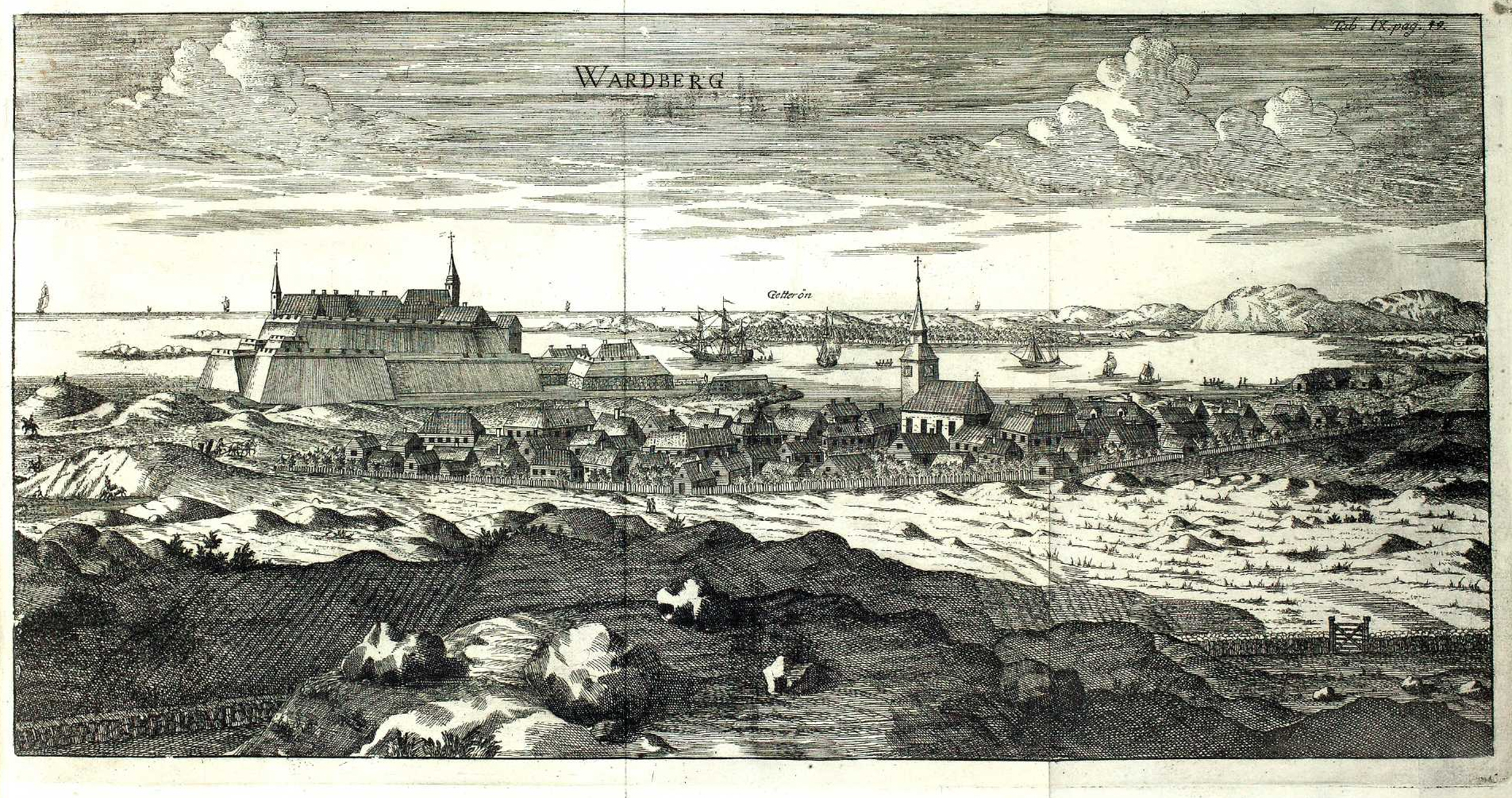
Varberg ur Hallandia antiqua et hodierna, 1752. Fyndplatsen ligger längst ut till höger i bilden.

Varbergskoggarna är arkeologiska fynd av resterna av två handelsskepp från medeltiden, vilka upptäcktes i Varberg i samband med Trafikverkets projekt Varbergstunneln, en järnvägstunnel genom den centrala staden. Fartygslämningarna identifierades vid arkeologiska undersökningar 2021–2022 vid den tidigare strandlinjen, intill platsen för den medeltida staden Getakärr som var föregångare till Varberg. 
Arkeologiska undersökningar i form av schaktningsövervakningar gjordes 2019–2022 av företaget Arkeologerna och Statens historiska museer i samarbete med Kulturmiljö Halland. Undersökningarna av fartygslämningarna genomfördes i samarbete med marinarkeologer från Visuell Arkeologi och Bohusläns museum. Under utgrävningarnas gjordes fynd från sammanlagt sex fartyg, varav två var koggar.
Vid schaktning i augusti 2021 för en spillvattenledning cirka 900 meter norr om det område som var föremål för schaktningsövervakning, påträffades en tidigare ej känd fartygslämning. Undersökningen visar att fartygslämningen kom från ett flatbottnat segelfartyg med utpräglad köl och med bordläggning helt byggd på klink. Skrovformen tyder på att fartyget har varit lastdrygt och kunnat segla i grunda vatten samtidigt som den höga kölen i kombination med de nästan vertikala borden talar för att det har varit en förhållandevis god seglare.
Bordläggningen var helt tillverkad av ek. Stävkri och köl var även de av ek. Analyser av prover för makrofossil, parasitförekomst och pollen visar att fartyget i något skede transporterat gödsel och/eller levande hästar. Flera pinnar påträffades också vid undersökningen, vilka kan ha använts för att hålla ihop tygförpackningar till ullbalar.

## Kogg nr 1
Den först påträffade koggen består av en nästan komplett babordssida, cirka 20,5 meter lång och fem meter hög, vilket gör den till den bäst bevarade lämningen efter en kogg som hittills undersökts i Sverige. Preliminärt uppskattas fartyget ha haft en längd av cirka 24 meter och en bredd på sju–åtta meter. En första analys visar att koggen byggts av ekvirke fällt efter år 1346 i området kring Nederländerna, Belgien och nordöstra Frankrike.
På fartygets utsida påträffades fem vantjungfrur vars syfte varit att sträcka upp vanten som stagade masten i sidled. De var fastsatta med tågvirke som löpte genom hål i en bräda, vilken sträckte sig utmed en större del av skrovets utsida. Detta visar att koggen troligen varit fullt riggad, när den kantrade och sjönk.

## Kogg nr 2
Kogg nr 2 påträffades drygt tio meter från Kogg nr 1. Lämningarna består av den förliga delen av ett bottenparti, cirka åtta meter långt och 4,5 meter brett. Fartyget är byggt av virke av ekar, som avverkats omkring 1355–1357 i norra Polen. Koggen uppskattas ha varit cirka 20 meter lång och omkring sex meter bred.